# Rittergut Adlershof
Das Rittergut Adlershof ist ein ehemaliges Rittergut im vogtländischen Unterlauterbach, gehörig zum Ortsteil Oberlauterbach der Stadt Falkenstein im sächsischen Vogtlandkreis.

## Geschichte
Seine erstmalige Erwähnung als Rittersitz erfährt das Rittergut in Unterlauterbach 1445. Ursprüngliche Besitzer waren die Gebrüder Hans, Georg und Heinrich von Machwitz. Später im Jahr 1537 ging das Rittergut in Besitz des Eberhard von Feilitzsch auf Treuen über und war lange im Besitz dieser Familien. 1724 erwarben es die Brüder Major Friedrich von Obernitz und Oberstleutnant Karl-Heinrich von Obernitz, 1744 war das Rittergut abgewirtschaftet und kam „subhasta“, zum Zwangsverkauf. Nach der Familiengeschichte erwarben Georg Adler und sein Vetter Wolf Adam Adler das Rittergut am 24. März 1744. Möglicherweise waren sie anfangs Pächter bis zum amtlichen Vollzug des Kaufvertrages. Mit diesem Erwerb und dem Kauf weiterer Rittergüter begann die über 200-jährige, erfolgreiche Familiengeschichte der Adlers im Vogtland. Die Adlers gehörten zu Exulanten, die im Zuge der Religionsauseinandersetzungen nach der Reformation aus habsburgischen Landen vertrieben und über die Oberpfalz bzw. das Egerland Anfang des 17. Jahrhunderts ins protestantische Vogtland eingewandert sind. Die Familien verbreiteten sich von Süden her über das gesamte Vogtland. Unter ihnen waren Advokaten, Pastoren und Bauern. Die Rittergutsbesitzer gehörten jeweils zu den Patronatsherren der St. Bartholomäuskirche Treuen. Christian Gottfried Adler wurde im Jahre 1787 in die 1. Kammer des Sächsischen Landtages berufen.
Carl Ferdinand Adler, der letzte Besitzer des gesamten Rittergutes Unterlauterbach (heutiger Ortsteil Oberlauterbach) bis zur Enteignung im Jahre 1945, prägte den heutigen Beinamen Rittergut Adlershof.

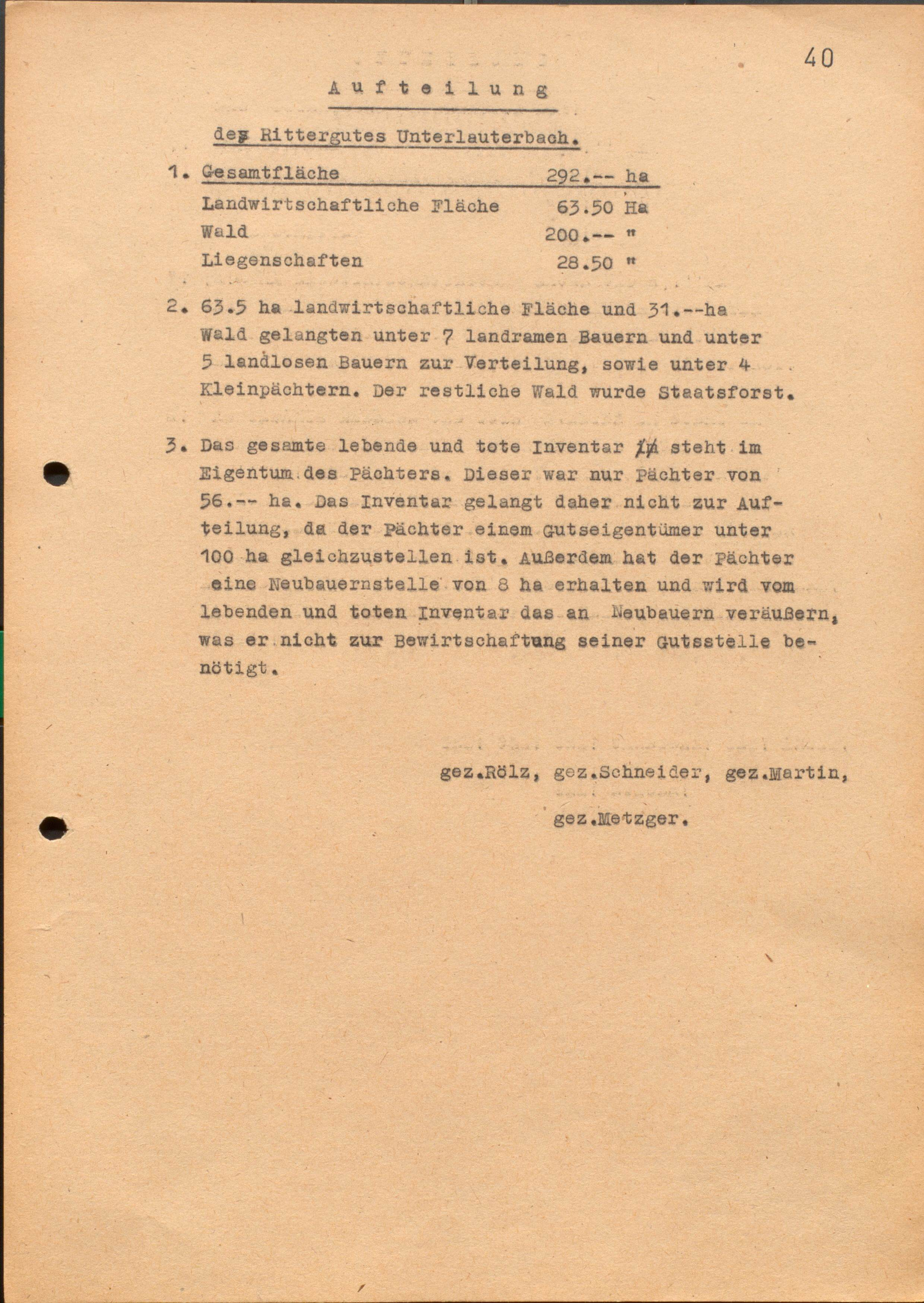
Bodenreformkommission Rittergut Unterlauterbach (Adlershof)

Jäh endete diese Tradition mit der russischen Besatzung. Nach dem Vorbild der Sowjetunion wurde in der Sowjetischen Besatzungszone 1945 der gesamte Grundbesitz über 100 ha entschädigungslos enteignet. Zur Durchführung dieser Bodenreform ist am 1. April 1946 in Unterlauterbach eine Bodenreformkommission gegründet worden. Die Aufgabe war, den enteigneten Rittergutsbesitz einschließlich Wald von insgesamt 292 ha aufzuteilen. Geschaffen wurden 6 Neubauernstellen von je 10 ha landwirtschaftlicher Fläche und 2 ha Wald. Für 4 Neubauernstellen wurde dazu der Wirtschaftshof entsprechend der vorgesehenen Nutzung aufgeteilt. Somit war der Grundbesitz von Carl Ferdinand Adler aufgeteilt und mit Schreiben des Landrates vom 1. Oktober 1945 entschädigungslos enteignet.
Den Veränderungen durch die Bodenreform folgten die Auswirkungen durch die Kollektivierung der Landwirtschaft. Es ergab sich die spontane Zerstückelung des Gutshofes und durch Mangel und Interessenlosigkeit eine Verwahrlosung der Gebäudeanlagen, der Verfall und zuletzt der teilweise Abriss. 1989 standen vom Gutshof nur noch Teile von privat bewirtschafteten Gebäuden und das Herrenhaus, der Rest war eingefallen und/oder wurde noch abgebrochen, und mitten auf der ehemaligen Hofanlage standen Schuppen und Scheunen aus der Neubauernzeit.
Im Zuge der Sanierung und des Wiederaufbaus der Gutshofanlage siedelten sich private und öffentliche Investoren am Rittergut Adlershof an. Heute leben auf dem Anwesen mehrere Eigentümer in sowohl privater, als auch gemeinschaftlicher Nutzung. Einen großen Anteil am heutigen Leben am Gutshof hat die Initiative rund um das Natur- und Umweltzentrum Vogtland e.V. (NUZ Vogtland), welches im Herrenhaus untergebracht ist.

## Die Gutsanlage im Wandel der Zeit
|  | Historische Gutshofanlage bis zum verheerenden Brand im Jahr 1885 Der Wirtschaftshof war trapezförmig angelegt und bildete mit dem Gutshaus einen Vierseithof. Die Wegeverbindung ging bis ins 17. Jahrhundert über den Hof durch ein nördliches Einfahrtstor mit Türmchen und einem südlichen Ausfahrtstor. Nur ein schmaler Weg verlief außerhalb des Gutes direkt an der Westseite.                                                                                           |
|  | Wiederaufgebaute und erweiterte Gutshofanlage ab 1890 bis zur Veränderung durch die Bodenreform Der zweigeschossige Rechteckhof mit Wirtschafts-, Stall- und Scheunengebäuden in massiver Bauweise – mit Granitgewänden an den Öffnungen – wurde annähernd um ein Drittel größer errichtet. Gleichzeitig wurde auch der Gutspark in der heutigen Form im Stile eines englischen Landschaftsparkes erweitert.                                                                     |
|  | Zerteilter Gutshof mit Resten historischer Gebäude um 1990 Die Zerstückelung des Gutshofes und durch Mangel und Interessenlosigkeit eine Verwahrlosung der Gebäudeanlagen, der Verfall und zuletzt der teilweise Abriss. 1989 standen vom Gutshof nur noch Teile von privat bewirtschafteten Gebäuden und das Herrenhaus, der Rest war eingefallen und/oder wurde noch abgebrochen, und mitten auf der ehemaligen Hofanlage standen Schuppen und Scheunen aus der Neubauernzeit. |
|  | Ergebnis nach Wiederaufbau des Gutshofes mit neuer Nutzung Hier abgebildet ist die weitestgehend umgesetzte Gestaltung des Gutshofes mit Schließung der Ostlücke. Lediglich der Wiederaufbau des östlichen Teils der großen Scheune konnte bisher noch nicht umgesetzt werden. |